# Şəfaqət Həbibova
Şəfaqət Həbibova (ur. 3 sierpnia 1991) – azerska siatkarka, grająca na pozycji rozgrywającej. Obecnie występuje w drużynie Azerrail Baku.

## Sukcesy klubowe
Mistrzostwo Azerbejdżanu:
- 2017

## Sukcesy reprezentacyjne
Liga Europejska:
- 2016